# Humboldt (Kansas)
Humboldt is een plaats (city) in de Amerikaanse staat Kansas, en valt bestuurlijk gezien onder Allen County.

## Demografie
Bij de volkstelling in 2000 werd het aantal inwoners vastgesteld op 1999.
In 2006 is het aantal inwoners door het United States Census Bureau geschat op 1906, een daling van 93 (-4,7%).

## Geografie
Volgens het United States Census Bureau beslaat de plaats een oppervlakte van
3,7 km², geheel bestaande uit land. Humboldt ligt op ongeveer 299 m boven zeeniveau.

## Plaatsen in de nabije omgeving
De onderstaande figuur toont nabijgelegen plaatsen in een straal van 20 km rond Humboldt.